# KTTV
KTTV est une station de télévision owned-and-operated du groupe de médias News Corporation appartenant à la Fox Broadcasting Company, située à Los Angeles, Californie aux États-Unis. Diffusée dans la vaste conurbation californienne, KTTV est une chaîne sœur de KCOP-TV (en) affilié à MyNetworkTV. Les deux stations partagent les mêmes studios au Fox Television Center (en) à West Los Angeles.
Pour les nombreux téléspectateurs vivant dans l'une des nombreuses zones de l'ouest des États-Unis qui ne peuvent accéder aux programmes de la Fox, KTTV est disponible via satellite sur DirecTV.

## Histoire
KTTV a diffusé pour la première fois le 1er janvier 1949, appartenant à Times Mirror Company (en) et a été originellement affiliée au réseau de télévision CBS de Los Angeles, qui est allé à KTSL en janvier 1951. KTTV reprend l'affiliation au réseau DuMont laissé par KTSL, mais cet affiliation est passé à KHJ-TV (en) en 1954. KTTV est devenu indépendant jusqu'en 1986. De 1958 à 1992, KTTV était le diffuseur des matchs des Dodgers de Los Angeles.
Durant les années 1970, KTTV offrait des programmes télévisés qui incluaient des programmes pour enfants, des rediffusions, des programmes de sports et des films en plus des informations diffusées à 10 h du matin. La chaîne, comme pour KTLA, KCOP et KHJ-TV était disponible dans le Sud-Ouest des États-Unis durant les années 1970 et 1980, plus particulièrement à El Paso (Texas).
L'homme d'affaires australien Rupert Murdoch et sa compagnie, la News Corporation (directeurs des studios 20th Century Fox), rachètent KTTV et les autres chaînes télévisées de Metromedia en 1986, et un tout nouveau réseau nommé Fox est créé. Plus tard, des émissions de télé-réalité entre autres ont été ajoutés. Pendant un certain temps, la chaîne a continué à diffuser des dessins animés du bloc de programmation Fox Kids ainsi que des sitcoms durant l'après-midi. Les programmes de Fox Kids se sont achevés en janvier 2002. En plus d'un nouveau programme nommé Fox Box, et plus tard 4Kids TV, qui diffusait des dessins animés, KTTV relance de nouveau des programmes pour enfants sur la chaîne Fox. Après la disparition de 4Kids en janvier 2009, la chaîne diffuse des programmes de télé-achat nommés Weekend Marketplace.